# Novella Schiesaro
Novella Schiesaro (Latina, 25 luglio 1973) è un'ex cestista italiana.

## Carriera
Con l'Italia ha disputato Giochi olimpici di Atlanta 1996 e quattro edizioni dei Campionati europei (1991, 1995, 1997, 1999).